# Gardabània
Gardabània o Gardabani (Georgià: გარდაბანი) fou una regió de la Geòrgia medieval, a l'extrem sud-est del país, centrada a la fortalesa de Khunani. Aquesta comarca correspon a un districte al sud de Tbilissi a l'oest del riu Mtkvari. També se l'anomena Gardahan i ha portat a moltes confusions amb el districte de Gardman, al que sovint els georgians anomenaven també Gardabani; és possible que antigament els dos districtes haguessin estat ocupats per un mateix poble. Fou un dels districtes que van formar la Kakhètia.
Les tribus de la zona van escollir un cap comú, amb títol de khorépiscopa (corbisbe, equivalent a príncep-bisbe) i a mitjan segle viii governava sobre les regions de Kakhètia, Kukhètia (al nord) i Gardabània (al sud) i territoris veïns, cada una sota en khevisbéri local. El primer khorépiscopa va ser Grigol (787-827) que es va erigir en sobirà independent. A la seva mort els khevisbéri de Gardabània van assolir el poder però el país va prendre el nom de Kakhètia perquè n'era el districte més gran. Al segle ix la noblesa del país, particularment el clan Donauri, dominava la part oriental de Kakhètia i per aquesta raó els kakhs són sovint anomenats gardabans i Kakhètia rep el nom de Gardabani a les cròniques. La dinastia de Gardabània va tenir el poder fins al 1010.